# Шастанье, Жан
Жан Шастанье (фр. Jean Chastanié; 24 июля 1875, Лорьян — 14 апреля 1948, Париж) — французский легкоатлет, двукратный призёр летних Олимпийских игр 1900 года.

## Биография
На Играх Шастанье участвовал в трёх забегах. Сначала, 15 июля, он занял третье место в забеге на 2500 м с препятствиями. 16 июля он занял четвёртое место в забеге на 4000 м с препятствиями. 22 июля он занял пятое место в командном забеге на 5000 м, и в итоге его команда заняла второе место, и все её члены получили серебряные медали.
Также Шастанье был регбистом, играл за клубы «Расинг 92» и «Стад Франсе».